# Dschamtsangiin Damdinsüren
Dschamtsangiin Damdinsüren (mongolisch Жамцангийн Дамдинсүрэн, ᠵᠠᠮᠴᠠᠩ ᠤᠨ ᠳᠠᠮᠳᠢᠨᠰᠦ᠋ᠷᠦᠩ; * 1898 in Sain-Noyon-Khan-Aimag in der Äußeren Mongolei, Kaiserreich China; † 1938 in der Mongolischen Volksrepublik) war ein mongolischer Politiker, Mitglied der Mongolischen Revolutionären Volkspartei (MRVP) und ordentliches Staatsoberhaupt der Mongolei in der Zeit vom 16. November 1927 bis 23. Januar 1929. Er wurde Opfer stalinistischen Terrors.

## Leben
Damdinsüren wurde im Sain-Noyon-Khan-Aimag (heute Dsawchan-Aimag) geboren. Als Kind lernte er die tibetische Sprache und studierte klassische mongolische Schrift. Mit 16 Jahren arbeitete er als Angestellter der lokalen Regierung. Im Jahr 1923 wurde er Stabschef des neuen Landkreises im heutigen Uliastai.
Im Jahr 1925 erfolgte seine Wahl zum Delegierten für den IV. Parteitag der Mongolischen Revolutionären Jugend-Liga (MRJL). Auf diesem Kongress wurde er Mitglied des Präsidiums und Leiter des Zentralkomitees der MRJL.
Auf dem  V. MRVP-Parteitag wurde er zum Mitglied des Großen Chural, dieser wiederum wählte ihn zum Mitglied des Kleinen Chural.
Anlässlich des VI. Parteitags Anfang 1927 wählte man ihn erneut zum Vorsitzenden des MRJL und zum Mitglied des Zentralkomitees der MRVP. Das Zentralkomitee wählte ihn zum Mitglied des Präsidiums der MRVP, und er wurde dann zu seinem Vorsitzenden gewählt, was ihn zum Staatsoberhaupt der Mongolischen Volksrepublik machte. Er hatte diese Funktion von 16. Januar 1927 bis 23. Januar 1929 inne.
Im Jahr 1928 wurde mit dem VII. MRVP-Parteitag der „Linke Zeitraum“, eine aggressive Politik zur Umsetzung sowjetisch inspirierter Umgestaltung der Gesellschaft wie schnellere Kollektivierung, Landenteignung und Verfolgung der buddhistischen Kirche eingeläutet. Auf Druck sowjetischen Berater ersetzte man ihn durch den gefügigeren Chorloogiin Tschoibalsan, der zum Vorsitzenden des Kleinen Chural ernannt wurde, also zum Staatsoberhaupt. Er wurde stellvertretender Ministerpräsidenten, Minister für Landwirtschaft und dann Minister für Viehzucht.
Im Jahr 1930 entband man ihn während des Achten Parteitags von seinen Aufgaben als Mitglied des Präsidiums des Zentralkomitees der MRVP und Leiter der Propaganda-Abteilung des Sekretariats des Zentralkomitees. Während der Kollektivierungskampagnen 1930–1931 kehrte er als Gemeindesekretär und Direktor einer Kolchose in den Dsawchan-Aimag zurück. Von 1931 bis 1934 arbeitete er in Ulaanbaatar als Generalsekretär der Genossenschaften, ging dann aber wieder nach Dsawchan, um die Abteilung der lokalen genossenschaftlichen Produktion zu leiten.
Von 1934 bis 1938 war er zweiter stellvertretender Stabschef des Dsawchan-Aimag und Leiter der Abteilung für Viehzucht.
Im Jahr 1938 wurde er wegen konterrevolutionärer Tätigkeit während Chorloogiin Tschoibalsans Großen Terrors (1937–1939) angeklagt und kurz darauf hingerichtet. Er wurde im Jahr 1959 rehabilitiert.